# Велигама
Велигама (синг. වැලිගම, там. வெலிகாமம், англ. Weligama) — город южном побережье Шри-Ланки, входит в округ Матара в составе Южной провинции. Городом управляет городской совет. Название «Велигама» буквально означает «песчаная деревня», что относится к песчаной бухте этого района. Он находится примерно на 144 км к югу от Коломбо и расположен на высоте 9 метров над уровнем моря.

## История
Основными отраслями промышленности являются туризм и рыболовство. Велигама является популярным туристическим направлением и включает в себя несколько бутик-отелей, в том числе прибрежный остров Тапробан, на котором находится вилла, построенная французским графом де Мони и в настоящее время принадлежит Джеффри Доббсу. Это было место рождения учёного монаха Велигама Шри Сумангала.
Велигама пострадала от цунами, вызванного землетрясение Индийском океане в 2004 году. При этом при этом 15% территории было разрушено, более 2200 домов были повреждены или смыты , и 469 зарегистрированных смертей.

## Транспорт
Велигама находится на шоссе A2, соединяющим Коломбо с Веллавайей. В городе есть железнодорожная станция Прибрежной линии, соединяющей Коломбо с Матарой.